# دناپیتیا
دناپیتیا (به لاتین: Denapitiya) یک منطقهٔ مسکونی در سری‌لانکا است که در استان مرکزی (سری‌لانکا) واقع شده‌است.